# LG헬로비전 전북방송
주식회사 LG헬로비전 전북방송은 1997년 10월에 설립된 대한민국의 케이블SO사업자이다. 전북특별자치도 일부지역을 서비스구역으로 하고 있다.
씨제이헬로에 피흡수합병되었고, 2015년 5월 1일 폐업하였다.
2021년 9월 20일부터 LG헬로비전으로 통합되었다.

## 연혁
- 1997년 10월 (주)한국케이블TV 전북방송 법인설립
- 1999년 11월 종합유선방송국 시설 준공허가
- 2000년 3월 두루넷과 업무협약 국간망 인프라 구축
- 2000년 5월 남원시, 종합유선방송 신호송출
- 2000년 6월  자가망 전송망 적합확인(정읍, 남원 - 550Mhz)
- 2000년 6월 정읍시, 종합유선방송 신호송출
- 2001년 1월 김제시, 종합유선방송 신호송출
- 2001년 1월 부가 통신사업 신고
- 2001년 7월 남원 중계유선방송 인수
- 2003년 3월 자가망 전송망 적합확인(750Mhz - 사업구역 내 실시)
- 2003년 9월 방송위원회, 방송 재허가 추천서 교부
- 2003년 10월  하나로텔레콤과 업무협약
- 2003년 12월 김제 중계유선방송 인수
- 2004년 9월 정읍 중계유선방송 인수
- 2005년 1월 전송망 사업자 등록
- 2005년 6월  오수 중계유선방송 인수
- 2005년 9월 임실 중계유선방송 인수
- 2006년 3월 순창 중계유선방송 인수
- 2006년 9월 연일 중계유선방송 인수
- 2006년 11월 방송위원회, 방송 재허가 추천서 교부
- 2006년 9월 방송위원회 재허가 추천서 교부
- 2006년 10월 종합유선방송사업설비 준공 검사
- 2007년 9월 기간통신사업 허가대상 선정
- 2007년 12월 기간통신사업 허가
- 2013년 11월 CJ그룹에 인수, CJ헬로비전 전북방송으로 사명 변경
- 2015년 4월 CJ그룹과 합병
- 2021년 9월 LG그룹 계열사 진입. LG헬로비전으로 통합 변경.